# (22623) Fisico
(22623) Fisico (1998 KR34) – planetoida z pasa głównego asteroid okrążająca Słońce w ciągu 3,58 lat w średniej odległości 2,34 j.a. Odkryta 22 maja 1998 roku.